# Gerres cinereus
Gerres cinereus és una espècie de peix pertanyent a la família dels gerrèids.

## Descripció
- Fa 41 cm de llargària màxima (normalment, en fa 30) i 530 g de pes.
- És de color platejat amb les aletes pèlviques grogues.[6][7][8][9]

## Alimentació
Menja invertebrats bentònics (com ara, cucs, cloïsses i crustacis) i insectes.

## Depredadors
És depredat pel mero de Nassau (Epinephelus striatus).

## Hàbitat
És un peix marí i d'aigua dolça, associat als esculls i de clima subtropical (32°N - 23°S) que viu entre 1-15 m de fondària.

## Distribució geogràfica
Es troba a l'Atlàntic occidental (des de Bermuda, Florida, les Bahames i el nord del Golf de Mèxic fins a Rio de Janeiro -el Brasil-, incloent-hi el mar Carib i les Antilles) i el Pacífic oriental (des de Mèxic fins al Perú, incloent-hi les illes Galápagos).

## Ús comercial
Es comercialitza fresc, tot i que no és gaire apreciat. També és emprat per elaborar farina de peix.

## Observacions
N'hi ha informes d'enverinament per ciguatera.